# (3071) Nesterov
(3071) Nesterov (1973 FT1) – planetoida z pasa głównego asteroid okrążająca Słońce w ciągu 5,76 lat w średniej odległości 3,21 j.a. Odkryta 28 marca 1973 roku.